# Gouvernement Kilman V
Natuman Salwai
Le cinquième gouvernement de Sato Kilman est le conseil des ministres du Vanuatu en exercice depuis le 11 juin 2015. Les deux premiers gouvernements de Sato Kilman ne sont plus reconnus en raison de l'annulation par la Cour suprême du Vanuatu le 16 juin 2011 de l'élection du Premier ministre du 2 décembre 2010, si bien que le gouvernement de 2011 à 2012, dit « gouvernement Sato Kilman III », est le premier dirigé par ce Premier ministre à avoir une valeur officielle. 
Le 11 juin 2015, trois députés de la majorité soutenant le Premier ministre Joe Natuman rejoignent l'opposition, qui fait chuter ce gouvernement par une motion de censure. Sato Kilman devient Premier ministre.

## Coalition
Il est composé d'une coalition formée à la suite de la chute du gouvernement Joe Natuman, fondée sur des membres de la précédente majorité (le PPP, le MRC, le Natatok) et des forces jusque-là dans l'opposition (mais qui avait gouverné jusqu'en 2014, à savoir la Confédération verte, l'UPM, le Groupe Iauko, le Nagriamel, le PRV, par exemple), et comprenant 29 députés sur 52 :
- le Parti progressiste populaire (PPP) de Sato Kilman (5 députés)
- la Confédération Les Verts Vanouatou (Confédération verte ou Verts) de Moana Carcasses Kalosil (5 députés)
- l'Union des partis modérés (UPM) de Serge Vohor (4 députés)
- Groupe Iauko de Tony Nari et du défunt Harry Iauko (4 députés)
- Nagriamel de Havo Molisale (3 députés)
- Mouvement de réunification pour le changement (MRC) de Charlot Salwai (3 députés)
- Parti Natatok démocrate populaire et autochtone (PNDPA ou Natatok) d'Alfred Carlot (2 députés)
- le Parti républicain de Vanuatu (PRV) de Marcellino Pipite (1 député)
- le Parti démocrate libéral (PDL) de Willie Jimmy (1 député)
- le Parti national de Vanuatu (PNV) de Christopher Emelee (1 député)

## Composition
La composition du gouvernement est la suivante. 
| Portefeuille | Ministre                | Parti                   | Circonscription |
| --- | ----------------------- | ----------------------- | --------------- |
| Premier ministre                                                                                                 | Sato Kilman             | PPP                     | Malekula        |
| Vice-Premier ministre Ministre du Tourisme, du Commerce, des Échanges, du Commerce et des Entreprises Ni-Vanuatu | Moana Carcasses Kalosil | Vert                    | Port Vila       |
| Ministre des Finances                                                                                            | Willie Jimmy            | PDL                     | Port Vila       |
| Ministre des Terres                                                                                              | Paul Telukluk           | MRC                     | Malekula        |
| Ministre de la Jeunesse et des Sports                                                                            | Toara Daniel Kalo       | Vert                    | Shepherds       |
| Ministre des Infrastructures et des Équipements publics                                                          | Tony Nari               | Groupe Iauko (diss. VP) | Pentecôte       |
| Ministre de la Planification et de l'Adaptation au changement climatique                                         | Thomas Laken            | Vert                    | Tanna           |
| Ministre de l'Éducation                                                                                          | Alfred Carlot           | Natatok                 | Éfaté (rurale)  |
| Ministre des Affaires étrangères et du Commerce extérieur                                                        | Serge Vohor             | UPM                     | Santo rural     |
| Ministre de la Justice et des Affaires sociales                                                                  | Dunstan Hilton          | PPP                     | Banks/Torres    |
| Ministre de la Santé                                                                                             | Morkin Stevens          | UPM (ex-PNU)            | Tanna           |
| Ministre des Affaires intérieures                                                                                | Hosea Nevu              | Groupe Iauko (diss. VP) | Santo rural     |
| Ministre de l'Agriculture, des Forêts et de la Pêche                                                             | Christopher Emelee      | PNV                     | Banks/Torres    |

## Crise et fin
Accusé par la justice d'avoir soudoyé des députés pour renverser Natuman, et ainsi permettre l'élection de Sato Kilman, le vice-premier ministre Moana Carcasses Kalosil est reconnu coupable de corruption, aux côtés de treize autres députés de la majorité parlementaire (dont plusieurs ministres), le 9 octobre 2015. Moana Carcasses est condamné à quatre ans de prison fermes ; les ministres Paul Telukluk (Affaires foncières), Tony Nari (Infrastructures) et Serge Vohor (Affaires étrangères) à trois ans de prison fermes chacun ; et le ministre Willie Jimmy (Finances) à vingt mois de prison avec sursis, étant le seul des accusés à avoir plaidé coupable. Les neuf autres députés sont chacun condamné à trois ans de prison ferme. Ces condamnations entraînent automatiquement la destitution des concernés, qui perdent leur siège de député, privant le gouvernement de majorité au Parlement,. Ils sont par ailleurs tous condamnés, Willie Jimmy compris, à une peine d'inéligibilité de dix ans.
Sato Kilman ayant refusé de former un gouvernement d'union nationale avec l'opposition, le président de la République Baldwin Lonsdale dissout le Parlement le 24 novembre. Des élections anticipées se tiennent en janvier 2016. Charlot Salwai forme un gouvernement de coalition de dix partis, tandis qu'Ishmael Kalsakau devient le chef de l'opposition parlementaire, avec Sato Kilman pour second.